# Оксид ниобия(IV)
Оксид ниобия(IV) — неорганическое соединение, окисел металла ниобия с формулой NbO2, 
чёрные кристаллы, 
не растворимые в воде.

## Получение
- Восстановление оксида ниобия(V) водородом:

{\displaystyle {\mathsf {Nb_{2}O_{5}+H_{2}\ {\xrightarrow {1200^{o}C}}\ 2NbO_{2}+H_{2}O}}}
- Спекание смеси ниобия и оксида ниобия(V):

{\displaystyle {\mathsf {2Nb_{2}O_{5}+Nb\ {\xrightarrow {1130^{o}C}}\ 5NbO_{2}}}}

## Физические свойства
Оксид ниобия(IV) образует чёрные кристаллы 
тетрагональной сингонии, 
пространственная группа I 41/a, 
параметры ячейки a = 1,3690 нм, c = 0,59871 нм, Z = 32.
При 797°С происходит фазовый переход в
тетрагональную сингонию, 
пространственная группа I 4, 
параметры ячейки a = 0,9693 нм, c = 0,5985 нм, Z = 16.
Не растворяется в воде.

## Химические свойства
- Окисляется при нагревании на воздухе:

{\displaystyle {\mathsf {4NbO_{2}+O_{2}\ {\xrightarrow {T}}\ 2Nb_{2}O_{5}}}}
- Восстанавливается водородом:

{\displaystyle {\mathsf {2NbO_{2}+H_{2}\ {\xrightarrow {1300^{o}C}}\ Nb_{2}O_{3}+H_{2}O}}}
- Реагирует с хлором:

{\displaystyle {\mathsf {10NbO_{2}+5Cl_{2}\ {\xrightarrow {200-400^{o}C}}\ 4Nb_{2}O_{3}+2NbCl_{5}}}}
• В вакуумной печи при высоких температурах углём восстанавливается до ниобия:
{\displaystyle {\ce {NbO2 + 2C ->[1750 - 1800^oC,vacuum]Nb + 2CO ^}}}